# Місто незабаром після
«Місто незабаром після», або «Місто, невдовзі» (англ. «The City, Not Long After») — постапокаліптичний науково-фантастичний роман Пет Мерфі 1989 року з елементами магічного реалізму. Вперше роман видано фрагментарно у 1984 році в антології Террі Карра під назвою «Мистецтво в зоні військових дій» (англ.)
Перехресні сфери мрій і земних пристрастей, які позначили дебютний роман Мерфі «Падаюча жінка» та її повість «Закохана Рейчел» (обидва отримали премію «Неб'юла» у 1988 році), харктерні і для цієї історії знелюдненого Сан-Франциско.

## Стислий зміст сюжету
Дія роману розгортається майже через 20 років після того, як чума спустошила населення Землі. Кілька сотень людей — це все, що залишилося від населення колишнього мегаполіса Сан-Франциско, штат Каліфорнія, проте ті, хто залишився в живих і нині складають населення міста — художники, письменники, мрійники — почали відбудовувати місто за власним уявленням. Вони створили там суспільство, засноване на мистецтві, спільноті та мирі, збудувавши багато масштабних творів мистецтва зі врятованих матеріалів, перетворивши місто на мережу дзеркальних лабіринтів, самохідних створінь з годинниковим механізмом і та покривши шаром синьої фарби міст Золота Брама, виявили, що саме місто співпрацює непередбачуваними способами, від дощів квітів чи жаб до появи ймовірно механічних янголів.
Натомість, на схід вім Сан-Франциско, у Центральній долині, військовий уряд на чолі з генералом Майлзом (на прізвисько «Чотиризірковий») поширився з Сакраменто та анексував багато інших міст, включаючи Фресно та Модесто. Генерал Майлз мріє відтворити старі Сполучені Штати і планує вторгнутися до Сан-Франциско, який, як він стверджує, населений безбожними грішниками, які накопичують його ресурси.
Безіменна молода жінка, мати якої втекла з міста незабаром після чуми, має видіння янгола під час смерті матері. Це змушує її вірити, що вона возз’єднається зі своєю матір’ю в місті, і надихає її піти туди та попередити його мешканців про майбутнє вторгнення. Вона прибуває до міста з тривожним повідомленням, що жадібний до влади генерал Майлз, що суне Каліфорнією на чолі очолюваної армії, анексує міста та відбудовує власну версію Америки, готовий знищити кожного, хто стане йому на шляху. Його погляд спрямований на міст Золота Брама, і його армія незабаром спуститься, принісши зброю, рішучість і насильство. Перебуваючи там, вона знайомиться з жителями міста, отримує ім’я та переконує їх, що загроза вторгнення реальна, і спонукає до дій, щоб протистояти їй.
Новоприбула Джекс співпрацює з художником Денні-боєм, генієм, що називає себе Машиною, та іншими митцями, реалізуючи план опору, що полягає у пацифістській версії партизанської війни. Адже вважаючи, що їм не вдасться перемогти простими військовими методами, вони імпровізують, створючи власні мистецькі методи деморалізації його армії, також їм допомагають таємничі прояви, пов’язані з минулим міста.

## Аналогії та загальна характеристика
Подекуди роман нагадує старанно виписані сюрреалістичні антивоєнні історії 1960-х років.
Книга являє собою яскравий роман-антиутопію, що спонукає до роздумів, зрівнюється з карколомною творчістю Габріеля Гарсіа Маркеса, і є дослідженням людського духу, добре чи погано, і чарівною подорожжю до того, що означає виживати.
В романі добре виписані персонажі: вони почуваються неймовірно людьми, ідеальним віддзеркаленням середовища з сильним голосом і чіткими мотивами.